# Marłuty
Marłuty (deutsch Marlutten) ist ein kleiner Ort in der polnischen Woiwodschaft Ermland-Masuren und gehört zur Gmina Korsze (Stadt- und Landgemeinde Korschen) im Powiat Kętrzyński (Kreis Rastenburg).

## Geographische Lage
Marłuty liegt in der nördlichen Mitte der Woiwodschaft Ermland-Masuren, 23 Kilometer nordwestlich der Kreisstadt Kętrzyn (deutsch Rastenburg).

## Geschichte
Marlutten war bis 1928 ein Vorwerk im Gutsbezirk Prassen (polnisch Prosna). Der gehörte zum Kreis Rastenburg im Regierungsbezirk Königsberg in der preußischen Provinz Ostpreußen. Am 30. September 1928 wurden die Prassener Vorwerke Wangnick (polnisch Wągniki), Mockelkeim (nicht mehr existent) und Marlutten in die neue Landgemeinde Wangnick umgewandelt.
Als 1945 in Kriegsfolge das gesamte südliche Ostpreußen an Polen überstellt wurde, war auch Marlutten davon betroffen. Der Ort erhielt die polnische Namensform „Marłuty“. Die heutige Siedlung (polnisch Osada) gehört jetzt zur Stadt- und Landgemeinde Korsze (Korschen) im Powiat Kętrzyński (Kreis Rastenburg), bis 1998 der Woiwodschaft Olsztyn, seither der Woiwodschaft Ermland-Masuren zugehörig.

## Kirche
Bis 1945 war Marlutten in die evangelische Kirche Leunenburg (polnisch Sątoczno) in der Kirchenprovinz Ostpreußen der Kirche der Altpreußischen Union sowie in die katholische Kirche in Sturmhübel (polnisch Grzęda) im Bistum Ermland eingepfarrt. Heute gehört Marłuty katholischerseits zur Pfarrei Sątoczno im jetzigen Erzbistum Ermland, und evangelischerseits zur Pfarrei Kętrzyn (Rastenburg) mit ihren Filialkirchen Barciany (Barten) und Bartoszyce (Bartenstein) in der Diözese Masuren der Evangelisch-Augsburgischen Kirche in Polen.

## Verkehr
Marłuty liegt an einer Nebenstraße, die von Lwowiec (Löwenstein) – bereits im Powiat Bartoszycki (Kreis Bartenstein ) gelegen – bis nach Wągniki (Wangnick) führt. Eine von Bykowo (Bollendorf) und über Łękajny (Landkeim) verlaufende Nebenstraße endet in Marłuty. Eine Anbindung an den Bahnverkehr besteht nicht.